# Nidella argutula
Nidella argutula är en skalbaggsart som beskrevs av Holzschuh 2006. Nidella argutula ingår i släktet Nidella och familjen långhorningar. Inga underarter finns listade i Catalogue of Life.